# Phlox divaricata
Phlox divaricata es una especie de plantas del género Phlox, nativa de bosques y praderas de las regiones orientales de Estados Unidos y Canadá.

## Características
La altura de esta especie oscila entre los 25 a 50 cm; de raíces rizomatosas. Los tallos, que pueden ser tanto pubescentes como glabros, están postrados, mientras que los florales son erectos y de hasta 40 cm de alto. Las hojas son enteras, opuestas y sin peciolo, de forma lanceolada las de los tallos fértiles y elípticas o ligeramente oblongas las de los infértiles, tienen de 2,5 a 5 cm de largo por 2 cm de ancho. Las inflorescencias forman una cima compacta, en ocasiones paniculada. Las flores, de 2 a 4 cm de diámetro son de color azul violáceo pálido, con una corola de cinco lóbulos y cinco estambres. Florece a principios de la primavera. 